# Mesoplodon perrini
Il mesoplodonte di Perrin (Mesoplodon perrini) è un cetaceo odontoceto della famiglia Ziphiidae. È la specie di mesoplodonte descritta più di recente. Venne trovata per la prima volta nel maggio 1975 sulla costa della California, e fino al settembre 1997 furono disponibili solamente quattro esemplari di questa specie. Questi furono identificati inizialmente come mesoplodonte di Hector (Mesoplodon hectori), eccetto l'esemplare ritrovato più di recente, che venne considerato un piccolo di zifio. La seguente introduzione di uno di questi esemplari in un database di sequenze di DNA mitocondriale di mesoplodonti, mostrò che questa specie era ben distinta da M. hectori (Dalebout et al. 1998). In seguito venne confermato che gli altri esemplari "di Hector" provenienti dalla California appartenevano allo stesso nuovo taxon (Dalebout 2002). La nuova specie venne descritta per la prima volta nel 2002 da Dalebout et al.; i suoi nomi comune e specifico sono un tributo al cetologo William F. Perrin.
Nonostante le similitudini superficiali con il mesoplodonte di Hector (del tutto allopatrico), questa specie è strettamente imparentata con il mesoplodonte pigmeo, un'altra specie scoperta recentemente, e rappresenta probabilmente la sua specie sorella dell'emisfero settentrionale.
Dagli scienziati non è stato ancora registrato un avvistamento confermato del mesoplodonte di Perrin. Comunque, il suo aspetto è noto grazie agli esemplari spiaggiati, e in seguito al suo riconoscimento come nuova specie, sembra molto probabile che 3 supposti "mesoplodonti di Hector" avvistati al largo della California nel 1976 (2 individui) e nel 1978 (un individuo) appartengano a questa specie (Mead 1981, Dalebout et al. 2002).

## Descrizione
Il mesoplodonte di Perrin non può essere identificato in mare con assoluta certezza. Comunque, la combinazione di piccole dimensioni, aspetto e areale presunto rende difficile la confusione con altre specie. Gli esemplari spiaggiati possono venire identificati come appartenenti a questa specie sia dai dati della sequenza del DNA che dai dettagli anatomici del cranio (Dalebout et al. 2002).
Questa specie ha la forma del corpo tipica di un mesoplodonte, con testa piccola, corpo lungo e coda priva di seno interlobare. Il rostro di questa balena è più corto di quello di ogni altro mesoplodonte, eccezion fatta per quello del mesoplodonte di Hector e del mesoplodonte pigmeo, soprattutto negli individui giovani. La rima boccale di questa specie è diritta, il melone forma una piccola protuberanza e lo sfiatatoio è a forma di mezzaluna con le punte rivolte in avanti. I denti di questa specie sono abbastanza grandi e sono situati verso la punta della bocca. Su questa specie sono presenti delle scanalature sulla gola. L'esemplare maschio maturo misurava 3,9 metri di lunghezza e la femmina ne misurava 4,4; i maschi immaturi erano lunghi tra i 2,1 e i 2,45 metri.
Nell'olotipo maschio la colorazione è grigio scura sopra e bianca sotto, con la regione inferiore della pinna caudale grigio più chiaro. Vicino all'ombelico è presente una macchia bianca. La colorazione delle femmine è ignota, dal momento che l'unico esemplare era piuttosto decomposto. I piccoli sono grigio chiaro o scuro sopra, e bianco sotto, mascella inferiore e gola comprese; la faccia inferiore delle pinne è grigio più chiaro. Sulla testa c'è una "maschera" scura, che va dagli angoli della bocca fino alla regione oculare, al rostro e al melone, e sono presenti strisce bianche sulla regione inferiore della coda. Il maschio adulto aveva le tipiche strisce di cicatrici provocate dai combattimenti con i conspecifici. Solo il maschio adulto sembra che abbia i denti, anche se sono solamente due, come nelle altre specie di Mesoplodon. Nel mesoplodonte di Perrin, i denti sono posti vicino alla punta della mascella inferiore e hanno pressappoco la forma di triangoli equilateri quando vengono visti lateralmente e sono posti ancora nella mascella; da questo punto di vista ricordano i denti frontali della balena dal becco di Baird più che quelli delle specie di Mesoplodon più simili nell'aspetto (Dalebout et al. 2002).
Una fotografia di un probabile esemplare vivente - uno dei 2 osservati nel 1976 - viene ritenuta da Rice (1978: 95) appartenente ad un Mesoplodon carlhubbsi, una specie molto più grande anch'essa originaria delle acque al largo della California. Allo scopo dell'individuazione di questo animale furono anche d'aiuto le registrazioni delle vocalizzazioni.

## Distribuzione e status
Questa specie è stata trovata solamente sulle coste della California tra San Diego e Monterey. È probabile che viva al largo della costa pacifica del Nordamerica - e forse anche altrove nel Pacifico settentrionale - in acque profonde 1000 metri o più. Comunque, le prove mancano e i limiti settentrionali e meridionali del suo areale sono completamente sconosciuti (sebbene la biogeografia delle balene dal becco suggerisca che non raggiungono l'equatore). Finora non è stato possibile stimare la popolazione o assegnarle uno status di conservazione. L'isola di San Clemente possiede una struttura di ricerca sui sonar della marina statunitense; in passato queste ricerche sono state causa di spiaggiamenti di cetacei (vedi Ziphiidae).

## Ecologia e comportamento
Non sappiamo nulla sul comportamento in vita di questa specie. Comunque, dal momento che è simile in apparenza a tutti gli altri Mesoplodon, possono essere fatte alcune ipotesi ben fondate.
I maschi di questa specie sembrano ingaggiare combattimenti come la maggior parte degli altri mesoplodonti. In questa specie sono presenti le cicatrici causate dai combattimenti, sebbene il meccanismo preciso di queste lotte sia enigmatico: data la posizione dei denti sulla punta della mascella inferiore, si può aspettare che le cicatrici consistano di due linee parallele; sul maschio adulto era presente, comunque, solo una singola linea di cicatrici e questo suggerisce che si sia trattata solamente di una strusciata fugace, piuttosto che di un attacco diretto.
Per le analisi furono disponibili pochi contenuti stomacali. Presumibilmente, questa specie si nutre di calamari pelagici (come Octopoteuthis deletron, i cui resti vennero ritrovati nello stomaco della femmina) e forse di piccoli pesci, come altre balene dal becco.
L'immaturo più grande, LAM 088901, di 2,45 metri di lunghezza, sembrava indipendente dalla madre. D'altra parte, l'esemplare più piccolo conosciuto, USNM 504259, aveva la lingua frangiata, fatto che indica che succhiava ancora. Negli immaturi non erano presenti i denti, ma questi non sono necessari per la nutrizione. I dati presi al ritrovamento di questi esemplari suggeriscono che i giovani iniziano a nutrirsi da soli in estate; considerando che la maggior parte dei cetacei succhiano fino ad un anno d'età, si può sostenere che i giovani erano nati non prima dell'estate precedente. Di conseguenza, dal momento che avevano entrambi dimensioni simili, gli immaturi avevano probabilmente circa un anno d'età. Gli adulti avevano tutti e due un'età stimata sui 9 anni al momento della morte.
Si possono dedurre le cause della morte di 2 animali: l'esemplare del 1997 era affamato al momento della morte, forse a causa di un'infezione parassitaria (Dalebout et al. 2002). La femmina del 1975 morì intorno al 14 maggio (Mead 1981); dato che il giovane trovato il 22 maggio era in apparenza il suo piccolo e che non era ancora stato completamente svezzato, la sua morte sembra essere la conseguenza diretta della perdita della madre.
Come accade anche ai loro parenti, gli squali cookie-cutter attaccano questi zifidi per cercare di portar via brandelli di carne. Questi attacchi non sono generalmente pericolosi per i mesoplodonti. Questi ultimi ospitano il cirripede toracico Conchoderma auritum e una o alcune specie di cestodi parassiti del genere Phyllobothrium (forse Phyllobothrium delphini) che possono convivere con l'animale pacificamente o portarlo alla morte.

## Esemplari
1. USNM 504259 - 22 maggio 1975; 33°15'N, 117°26'O - l'esemplare più piccolo, un maschio immaturo
2. USNM504260 - 28 maggio 1975; 33°16'N, 117°26'O - un adulto, l'unica femmina nota alla scienza e probabilmente la madre di USNM 504259 (Dalebout et al. 2002)
3. USNM504853 - 9 settembre 1978; 33°07'N, 117°20'O - un maschio adulto, l'olotipo
4. LAM 088901 JRH 052 - 27 dicembre 1979; 32°55'N, 117°15'O - un maschio immaturo
5. TMMC-C75 - 18 settembre 1997; 36°37'N, 121°55'O - un maschio immaturo

I possibili avvistamenti del 1976 avvennero il 30 luglio e quello del 1978 il 9 settembre - lo stesso giorno della scoperta dell'esemplare olotipo (Mead 1981). Nel complesso, c'è un'evidente concentrazione di avvistamenti tra maggio e settembre. Non si sa, però, se questo fatto ha un motivo preciso. Ciononostante, data la scarsità dei dati disponibili, sembra che il modo migliore per incontrare questa enigmatica specie sia cercarla durante i mesi estivi nell'area tra le isole di Santa Catalina e San Clemente e la terraferma.